# Reprezentacja Kataru w rugby union mężczyzn
Reprezentacja Kataru w rugby union mężczyzn – zespół rugby union, biorący udział w imieniu Kataru w meczach i sportowych imprezach międzynarodowych, powoływany przez selekcjonera, w którym mogą występować wyłącznie zawodnicy posiadający obywatelstwo tego kraju, mieszkający w nim, bądź kwalifikujący się ze względu na pochodzenie rodziców lub dziadków. Za jego funkcjonowanie odpowiedzialny jest Qatar Rugby Federation, członek Asia Rugby. Obecnie nie jest uwzględniana w rankingach World Rugby, nie będąc członkiem tej organizacji.
Reprezentacja oficjalnie powstała w roku 2011, wcześniej zawodnicy z tego kraju występowali w ramach reprezentacji Zatoki Perskiej, rozwiązanej decyzją IRB z końcem roku 2010.
Sformowana miesiąc wcześniej reprezentacja na arenie międzynarodowej zadebiutowała w maju 2011 w turnieju Dywizji IV Asian Five Nations 2011. Wygrała tam oba mecze z Jordanią i Libanem, tym samym triumfując w całym turnieju. W kolejnej edycji, występując ponownie w Dywizji IV, powtórzyła ten sukces pokonując obu przeciwników.

## Turnieje

### Udział wAsian Five Nations/Asian Rugby Championship
| Rok  | Klasa rozgrywek   | Wynik | Źródło |
| ---- | ----------------- | ----- | ------ |
| 2008 | Nie brała udziału | -     |        |
| 2009 | Nie brała udziału | -     |        |
| 2010 | Nie brała udziału | -     |        |
| 2011 | Dywizja IV        | 1.    |        |
| 2012 | Dywizja IV        | 1.    |        |
| 2013 | Dywizja III       | 1.    |        |
| 2014 | Dywizja II        | 2.    |        |
| 2015 | Nie brała udziału | -     |        |

### Udział wPucharze Świata
| Rok  | Kwalifikacje      | Wynik |
| ---- | ----------------- | ----- |
| 1987 | Nie brała udziału | -     |
| 1991 | Nie brała udziału | -     |
| 1995 | Nie brała udziału | -     |
| 1999 | Nie brała udziału | -     |
| 2003 | Nie brała udziału | -     |
| 2007 | Nie brała udziału | -     |
| 2011 | Nie brała udziału | -     |
| 2015 | Nie brała udziału | -     |
| 2019 |                   |       |